# Émile Haug
Pour les articles homonymes, voir Haug.
Gustave Émile Haug, né le 19 juin 1861 à Drusenheim et mort le 28 août 1927 à Niederbronn, est un géologue et paléontologue français connu pour ses contributions à la théorie des géosynclinaux.

## Biographie
Passionné de géologie et collectionneur de fossiles dès son enfance, Émile Haug fait ses études à Strasbourg, d'abord au Gymnase protestant puis à l'Université (alors allemande) sous la direction du professeur Ernst Wilhelm Benecke et présente une thèse de paléontologie sur la systématique et l'évolution d'un groupe d'ammonites, le genre Harpoceras. Ce travail lui permet de devenir dès 1885 préparateur de géologie à l'Institut géognostique et paléontologique de l'Université. Vice-président d'une association d'étudiants alsaciens hostile à l'annexion, en butte aux tracasseries de la police allemande et souvent molesté, il préfère à la suite des élections protestataires de 1887, franchir la frontière et demander à être réintégré dans la nationalité française. Il passe de nouveau une licence et, en 1888, est nommé chef de travaux d'Hébert au laboratoire de géologie de la Sorbonne et, dès 1891, il soutient brillamment une nouvelle thèse de doctorat sur les chaînes subalpines entre Gap et Digne. Il devient chef de travaux, puis maître de conférences d'Ernest Munier-Chalmas avant de recueillir en 1900 sa succession comme professeur à la Faculté des sciences, poste qu'il occupe jusqu'à sa mort. En 1902, il est élu président de la Société géologique de France.

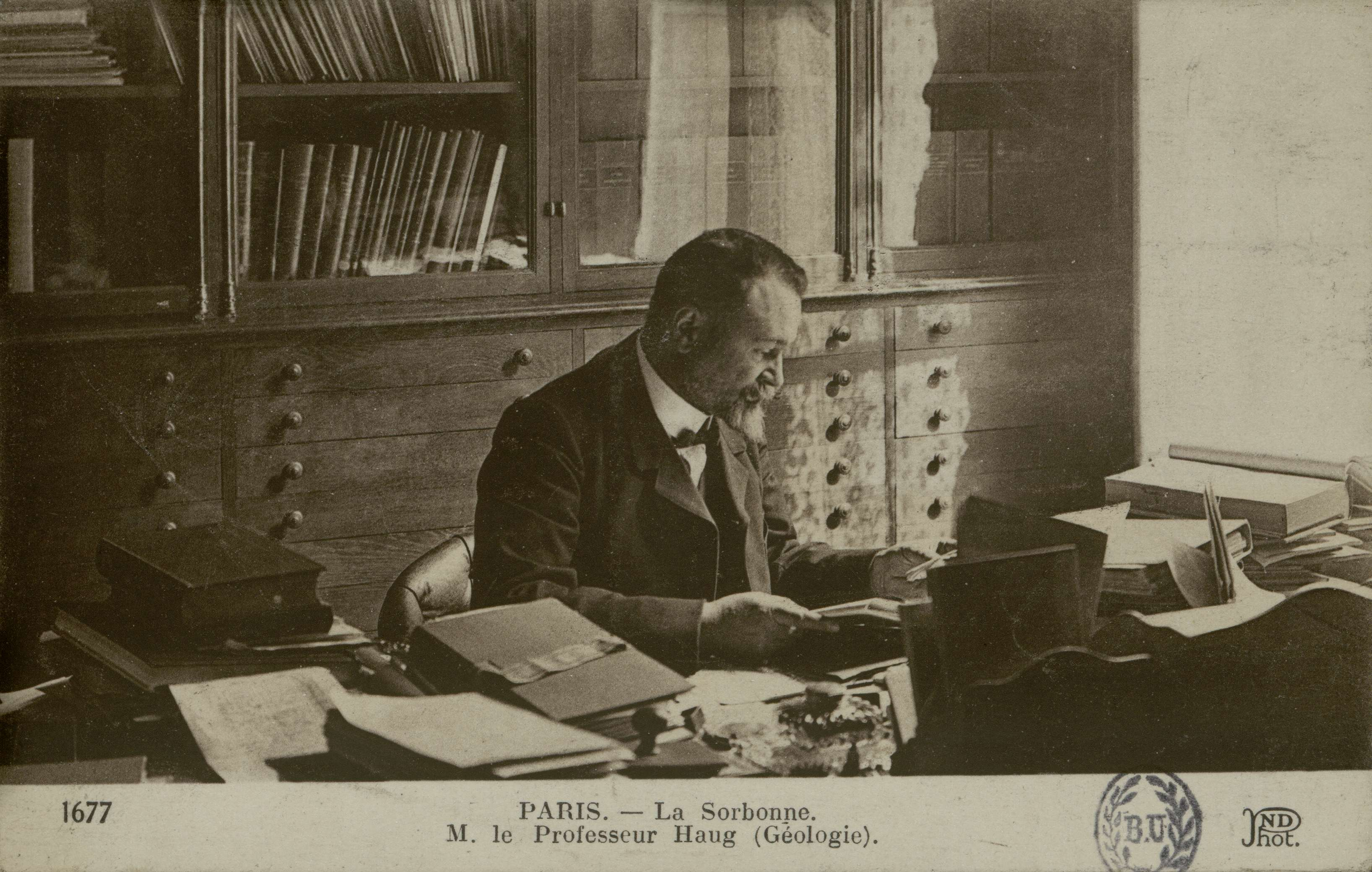
La Sorbonne. M. le professeur Haug (Géologie) (Bibliothèque de la Sorbonne, NuBIS)

Sa thèse annonce des études plus spécialement consacrées à la tectonique sur la structure des Alpes occidentales. Ses travaux seront repris par Pierre Termier, Kilian et Maurice Lugeon.
Son Traité de Géologie en 4 volumes, paru de 1907 à 1911, est considéré comme la pièce maîtresse de son œuvre. Il y généralise la notion de géosynclinal. Émile Haug émet l'hypothèse que les chaînes de montagnes se forment le long de bandes étroites séparant des unités continentales fixes : les géosynclinaux. Il prouve également que l'affaissement géosynclinal s'accompagne de régressions marines sur la plateforme continentale et que le soulèvement géosynclinal s'accompagne de transgressions marines. Comme le géologue Eduard Suess, il insiste sur l'importance de l'étude des fossiles dans la paléogéographie : la présence des fossiles d'origine identique est un indice de l'existence d'une ancienne unité continentale morcelée par un effondrement partiel.
Émile Haug est également connu pour sa cartographie géologique au 1/50000 de la région de Toulon.
Le 19 mai 1917,  Emile Haug est élu à la section de minéralogie de l'Académie des sciences à la place d'Alfred Lacroix nommé secrétaire perpétuel trois ans plus tôt.

## Principales publications
- Traité de géologie. I, Les phénomènes géologiques, Paris, A. Colin, 1907 (lire en ligne)
- Traité de géologie. II, Les périodes géologiques [fascicule 1], Paris, A. Colin, 1908 (lire en ligne)
- Traité de géologie. II, Les périodes géologiques [fascicule 2], Paris, A. Colin, 1911 (lire en ligne)
- Traité de géologie. II, Les périodes géologiques [fascicule 3], Paris, A. Colin, 1911 (lire en ligne)
- Les Nappes de charriage de la Basse-Provence : monographies tectoniques. 1, Historique et bibliographie. Première partie, La Région toulonnaise, Paris, Imprimerie nationale, 1925 (lire en ligne)
- Les Nappes de charriage de la Basse-Provence : monographies tectoniques. 2, Deuxième partie, Le Massif d'Allauch et ses entours, Paris, Imprimerie nationale, 1930 (lire en ligne)